# Unsere Liebe Frau von Akita
|  | Dieser Artikel wurde aufgrund von akuten inhaltlichen oder formalen Mängeln auf der Qualitätssicherungsseite des Portals Christentum eingetragen. Bitte hilf mit, die Mängel dieses Artikels zu beseitigen, und beteilige dich bitte an der Diskussion. |

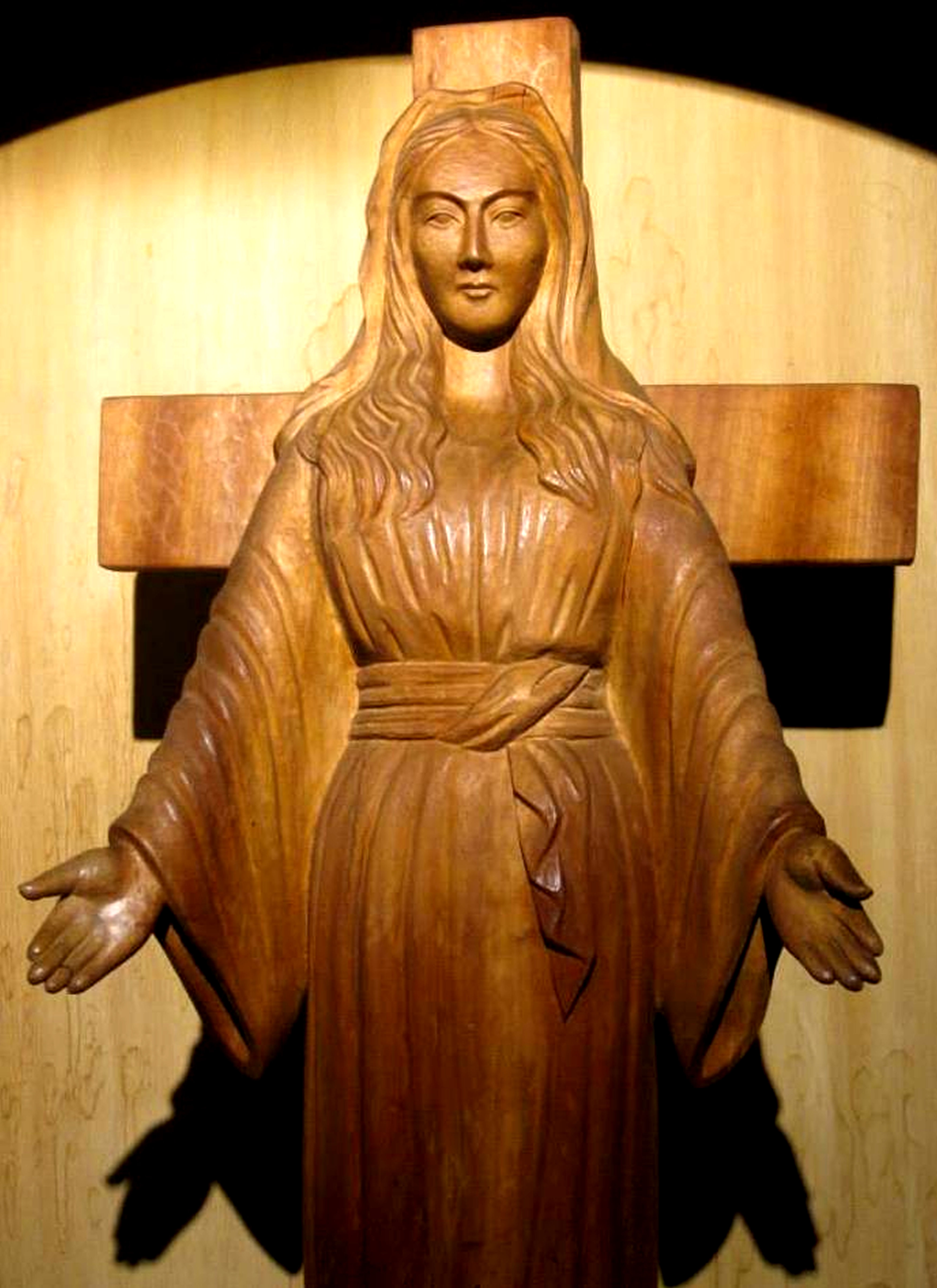
Eine geschnitzte Holzstatue im Schrein Unserer Lieben Frau von Akita.
Lage: Yuzawadai, Soegawa, Stadt Akita, Präfektur Akita, Japan
Typ: Marienerscheinung

Unsere Liebe Frau von Akita ist der katholische Titel der Heiligen Jungfrau Maria, der mit einer Holzstatue verbunden ist, die von treuen Japanern verehrt wird, die sie für ein Wunder halten. Das Bild ist durch die Marienerscheinungen bekannt, über die Schwester Agnes Katsuko Sasagawa (1930–2024) in der abgelegenen Gegend von Yuzawadai, einem Außenbezirk von Akita, Japan 1973 berichtete. Die Botschaften betonen das Gebet (insbesondere das Beten des Heiligen Rosenkranzes) und die Buße in Kombination mit kryptischen Visionen, die priesterliche Verfolgung und Häresie innerhalb der katholischen Kirche prophezeien.
Die Erscheinungen waren insofern ungewöhnlich, als die weinende Statue der Jungfrau Maria im japanischen Staatsfernsehen ausgestrahlt wurde und durch die plötzliche Heilung der Hörbehinderung, die Sasagawa nach den Erscheinungen erfahren hatte, weitere Aufmerksamkeit erregte. Das Bild wurde auch mit der Bewegung Frau aller Völker, mit der die Botschaften von Akita einige Ähnlichkeiten haben, in Verbindung gebracht.
Der Ortsordinarius des Klosters, John Shojiro Ito, Bischof von Niigata (regierte 1962–1985), erkannte „den übernatürlichen Charakter einer Reihe mysteriöser Ereignisse in Bezug auf die Statue der Heiligen Mutter Maria“ an und autorisierte in einem Pastoralbrief von 1984 „die Verehrung der Heiligen Mutter von Akita“ innerhalb des Bistums Niigata.

## Hintergrund
Im Kloster in Akita steht seit Oktober 1963 eine etwa einen Meter hohe rötlichbraune Holzstatue. Ein buddhistischer Bildhauer namens Saburo Wakasa hat sie nach dem Bild der Frau aller Völker von Amsterdam geschnitzt: Maria steht als Miterlöserin mit ausgebreiteten Armen auf dem Globus, der nicht mehr von der Schlange umgeben ist.
Sasagawa, die ursprünglich aus einer buddhistischen Familie stammte, hatte mehrere Jahrzehnte lang mit vielen gesundheitlichen Problemen zu kämpfen. Sie wurde zu früh geboren und litt die meiste Zeit ihres Lebens unter einem schlechten Gesundheitszustand. Sie hatte auch eine schlecht durchgeführte Blinddarmoperation und war über ein Jahrzehnt immobil. Ihr Gesundheitszustand verbesserte sich Berichten zufolge, nachdem sie in der Obhut einer katholischen Nonne Wasser aus Lourdes getrunken hatte. Nachdem sie völlig taub wurde, zog sie zu den Nonnen in der Nähe von Akita.
Sasagawa verstarb am 15. August 2024 im Alter von 93 Jahren in Akita, Japan, in dem Kloster, in dem sie lebte.

## Erscheinungen
1973 berichtete Sasagawa von Erscheinungen sowie von Stigmata und einer Holzstatue der Jungfrau Maria, die 101 Mal geweint haben soll. Die Nonnen von Yuzawadai berichteten auch von Stigmata an der Statue sowie an den Händen von Sasagawa; die Stigmata auf der Statue erschienen angeblich, bevor die Tränen begannen, und verschwanden nach den Tränen. Sasagawa berichtete 1973 über drei Botschaften der Gottesmutter, aber die Statue selbst soll danach weiter geweint haben. Sasagawa berichtete, dass sie zum ersten Mal hörte, wie die Statue sie rief, und dann begann die erste Nachricht.

## Mitteilungen
1973 haben die Ereignisse begonnen. An einer hölzernen Marienstatue wurden Blutungen an der rechten Hand, Schweiß, der so reichlich floss, dass man die Statue trocknen musste, und Tränen aus den Augen festgestellt. Zahlreiche Wunderheilungen und Bekehrungen wurden der Statue zugeschrieben. Zudem gingen drei Botschaften von der strahlenden Statue an Schwester Sasagawa aus.
1. Botschaft am Morgen des ersten Freitags des Monats, am 6. Juli 1973:
„Meine Tochter, meine Novizin, du hast gut daran getan, alles zu verlassen, um mir nachzufolgen. Leidest du sehr an deiner Taubheit? Du wirst geheilt werden, sei dessen gewiß. Habe Geduld, es ist die letzte Prüfung. Schmerzt dich die Wunde an deiner Hand? Bete zur Sühne für alle Sünden der Menschen. Jedes Mitglied dieser Gemeinschaft ist mir eine unersetzbare Tochter. Verrichtest du gewissenhaft das Gebet der Dienerinnen der Hl. Eucharistie? Komm, beten wir es zusammen … Bete viel für den Papst, die Bischöfe und die Priester.“
2. Botschaft am 3. August 1973:
„Meine Tochter, meine Novizin, liebst du den Herrn? Wenn du den Herrn liebst, dann höre, was ich dir zu sagen habe: es ist sehr wichtig. Du sollst es deinen Vorgesetzten mitteilen. Viele Leute betrüben den Herrn. Ich erwarte Seelen, die ihn trösten wollen. Mit dem Sohn erwarte ich Seelen, die, um den Zorn des himmlischen Vaters zu beschwichtigen, anstelle der Sünder und der Undankbaren leiden und durch ihre Armut (Opfer) Sühne leisten. Um seinen Zorn gegen die Welt zu offenbaren, beabsichtigt der Vater, über die ganze Menschheit eine schwere Strafe zu verhängen. Ich habe schon mehrmals mit dem Sohn versucht, seinen Zorn zu mildern. Ich habe den Vater zurückgehalten, in dem ich ihm das Leiden und das Blut seines Sohnes zeigte und ihm die kostbaren Sühneseelen darbrachte, die unseren Vater trösten. Gebet, Buße, Armut mutige Opfer können den Zorn des Vaters beschwichtigen. Ich wünsche, daß dein Institut in diesem Sinne handle, daß es seine Armut schätze, daß es sich bekehre und bete, um den Undank und die Beleidigungen vieler, vieler Menschen zu sühnen. Verrichtet fleißig das Gebet des Institutes. Setzt es in die Tat um und bringt es als Sühne dar. Möge sich jede von euch entsprechend ihrer Fähigkeit und ihrer Aufgabe völlig dem Herrn hingeben! Auch in einem Säkularinstitut ist das Gebt notwendig. Die Seelen, die beten wollen, sind bereits vereinigt. Ohne euch allzu sehr um die Form zu kümmern, seid treu und eifrig im Gebet, um den Herrn zu trösten.“
3. Botschaft am 13. Oktober 1973:
„Meine geliebte Tochter, höre gut auf das, was ich dir zu sagen habe. Du sollst deinen Oberen davon berichten. Wie ich dir schon früher sagte, wird der himmlische Vater, wenn die Menschen nicht bereuen und sich nicht bessern, eine schwere Strafe über die ganze Menschheit verhängen; eine Strafe, die fürchterlicher sein wird als die Sündflut: eine Strafe, wie man sie noch nie erlebt hat. Feuer wird vom Himmel fallen und einen großen Teil der Menschheit vernichten. Die Guten wie die Bösen werden sterben, und weder Priester noch Gläubige werden verschont. Die Überlebenden werden so sehr leiden, daß sie die Toten beneiden. Die einzigen Waffen, die uns bleiben werden, sind der Rosenkranz und das Zeichen, das der Sohn zurückgelassen hat. Betet täglich den Rosenkranz. Betet den Rosenkranz für die Bischöfe und die Priester. Teuflische Machenschaften werden sogar in die Kirche eindringen, und Kardinäle werden sich gegen Kardinäle erheben und Bischöfe gegen Bischöfe. Die Priester, die mich verehren, werden von ihren Mitbrüdern verachtet und bekämpft werden. Altäre und Kirchen wird man verwüsten. Die Kirche wird erfüllt sein von Menschen, die Kompromisse annehmen. Durch den Teufel verführt, werden zahlreiche Priester und Ordensleute den Dienst am Herrn aufgeben. Der Teufel wird sich besonders um die gottgeweihten Seelen bemühen. Es betrübt mich, daß so viele Seelen verlorengehen. Wenn man weiter sündigt, wird es keine Vergebung mehr geben.“
Am letzten Sonntag des Marienmonats, am Pfingstfest, dem 30. Mai 1982, während der Anbetung des heiligen Sakramentes wurde Schwester Sasagawa vollständig und augenblicklich von ihrer Taubheit geheilt.

## Medizinische Kuren
Sasagawa wurde in die Gemeinschaft der Schwestern von Junshin in Nagasaki aufgenommen. Sie hatte vor Jahren einen Hörverlust am linken Ohr. Im März 1973 erlitt sie in Myōkō, Niigata, zum ersten Mal einen Hörverlust im rechten Ohr. Sasagawa zog am 12. Mai 1973 in das Kloster der Seitai Hoshikai Dienerinnen der Heiligen Eucharistie in Yuzawadai ein. Die drei Botschaften der Statue wurden „von den tauben Ohren von“ Sasagawa wahrgenommen, als sie eine Novizin im Kloster war.
Im Oktober 1974 erlebte Sasagawa eine plötzliche Verbesserung des Hörvermögens. Im März 1975 begann Sasagawa, „starke Kopfschmerzen“ und Hörverlust zu erleben. Die Diagnosen zweier Höruntersuchungen im März 1975 lauteten Hörverlust auf beiden Ohren. Dr. Sawada vom Niigata Rosai Hospital in Jōetsu, Niigata, bestätigte, dass sie „unheilbar taub“ sei und stellte ihr Dokumente aus, um eine staatliche Beihilfe zu erhalten. Dr. Arai von der Augen- und Ohrenabteilung des Akita Rotkreuz-Krankenhauses bestätigte auch ihre vollständige Taubheit. Im Mai 1982 erlebte Sasagawa eine plötzliche Verbesserung des Hörvermögens. Am letzten Sonntag des Marienmonats, am Pfingstfest, dem 30. Mai 1982, während der Anbetung des heiligen Sakramentes wurde Schwester Sasagawa vollständig und augenblicklich von ihrer Taubheit geheilt. Laut Yasuda wurde die bei Sasagawas Höruntersuchung 1982 festgestellte Hörverbesserung vom Krankenhaus nicht als „Wunderheilung“ zertifiziert.
Am 4. August 1981 wurde eine Koreanerin mit einem Hirntumor im Endstadium auf wundersame Weise geheilt, nachdem Freunde und Verwandte um die Fürsprache Unserer Lieben Frau von Akita gebetet hatten. Ihr Name ist Teresa Chun Sun Ho. Während ihrer Genesung erhielt sie Visionen von Mary im Zusammenhang mit den Akita-Ereignissen, die erste im Koma. Ihre Krankheit wurde diagnostiziert und die anschließende Heilung von Medizinern in Südkorea bestätigt. Yasuda schrieb, dass Chuns Heilung nach Angaben von Chun und anderen koreanischen Pilgern vom Oktober 1983 „von den koreanischen Kirchenbehörden für wundersam erklärt worden war“.

## Stigma
Sasagawa „behauptete, eine stigmatische Erfahrung gemacht zu haben“. Ihre linke Hand bekam Blutungsspuren. Yasuda schrieb, dass im Juni 1973 „in der Mitte von [Sasagawas] Handfläche zwei rote Kratzer in Form eines Kreuzes“ waren, die „in die Haut eingraviert“ zu sein schienen und einige Tage später zu bluten begannen. „Es gab zwei rote Spuren in Form eines Kreuzes und sie schienen [Sasagawa] Schmerzen zu verursachen“, so eine Nonne. Laut Sasagawas Bericht traten die Stigmata auf, nachdem sie anfing, übernatürliche Wesen zu sehen, die Engel zu sein schienen, und zwei Vorfälle, bei denen sie einen durchdringenden Schmerz in ihrer Handfläche verspürte. Als die Wunde in ihrer Hand auftauchte, wurden mehrere Erklärungen vorgeschlagen, darunter die Theorie der ektoplasmatischen Fähigkeit, obwohl Theologen sagten, dass die Stigmata auf Sasagawa und die Hände der Statue als Zeichen gedacht waren.

## Weinende Statue
Aus der Handfläche der rechten Hand der Statue sickerte eine Flüssigkeit aus zwei kurzen, sich kreuzenden Linien. Es wurde von einer Nonne als „ein schwärzliches Zeichen“ beschrieben; „man hätte sagen können, es sei mit einer feinen Bleistiftspitze nachgezeichnet worden.“ „Man hätte sagen können, dass sie von einem Stift mit schwarzer Tinte nachgezeichnet wurden“, so eine zweite Nonne. „Auf diesen Linien standen zwei dunklere Punkte. Es glich sehr viel Tinte, die sich unter Hitzeeinwirkung ausgebreitet hatte das einer Nadel.“ Eine dritte Nonne, die die Mesnerin gewesen war, beschrieb, dass sie „in der Mitte der rechten Handfläche sah, dass eine Wunde in Form eines Kreuzes mit etwas wie einer Klingenspitze geschnitten worden war“.
TV Tokyo Channel 12 filmte die weinende Statue im Dezember 1973. Die Blutgruppe der Statue und ihre Schweiß- und Tränengruppe wurden als Typ B bzw. AB ermittelt.

## Kirchliche Anerkennung
Am Ostersonntag, dem 22. April 1984, erkannte der zuständige Bischof Johannes Shojiro Ito nach Jahren intensiver Untersuchungen, die Übernatürlichkeit der Ereignisse von Akita kirchlich an. Er ordnete die Verehrung der „heiligen Mutter von Akita“ an und sagte: „Die Botschaft von Akita ist die Botschaft von Fatima“. Im Juni 1988 urteilte der Präfekt der Glaubenskongregation Joseph Kardinal Ratzinger endgültig, dass die Botschaften von Akita als glaubenswürdig einzustufen sind.

## Neue Nachricht
Am 27. Oktober 2019 teilte WQPH 98.3 FM, ein katholischer Radiosender im US-Bundesstaat Massachusetts, mit, dass Sasagawa eine neue Botschaft erhalten habe. Am 6. Oktober 2019 wurde Sasagawa von ihrem Schutzengel geweckt und aufgefordert: „Bedecke dich mit Asche und bete bitte jeden Tag einen Rosenkranz der Wiedergutmachung. Werde wie ein Kind. Bringe bitte jeden Tag Opfer dar.“